# 李铁民
李铁民（1898年—1956年10月），本名鍢，字原周，福建永春人，中国政治人物，归国华侨，中华全国归国华侨联合会原副主席，中国民主同盟盟员，政协第一届全体会议代表，第二届全国政协委员。